# Roslagen

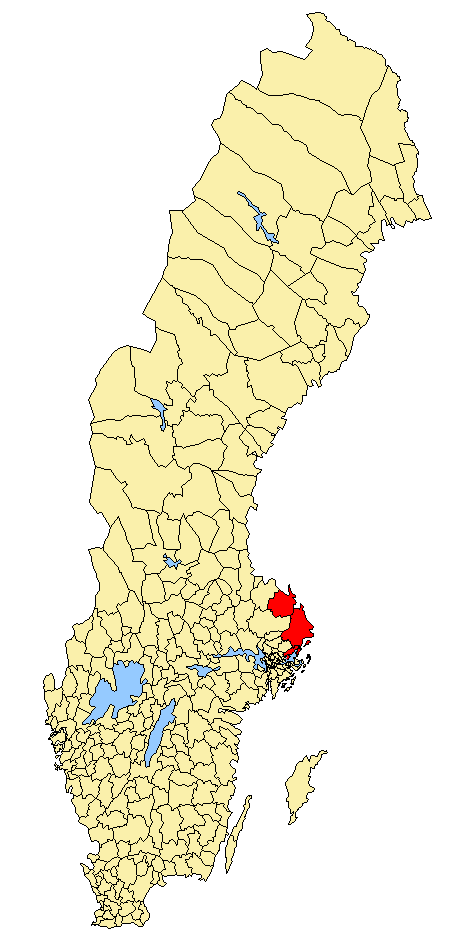
Collocazione del Roslagen.

Roslagen è il tratto di costa appartenente alla provincia svedese di Uppland, a nord di Stoccolma, in Svezia. A quest'area appartengono anche le isole prospicienti la costa dell'Uppland. Sebbene non ci siano dei confini chiaramente definiti, si ritiene che il Roslagen si estenda da Danderyd a sud fino a Östhammar a nord.
In realtà, la questione dell'estensione del Roslagen è fonte di dibattiti nel paese scandinavo, giacché alcuni ritengono che essa sia inferiore rispetto a quanto scritto in precedenza e che comprenda cioè soltanto i comuni di Vaxholm, Österåker, Norrtälje e Östhammar. Altri invece includono anche Värmdö a sud e fissano il confine settentrionale a Älvkarleby.
La città di Norrtälje viene talvolta chiamata "la capitale del Roslagen". Altre città importanti sono Danderyd, Djursholm, Hallstavik, Rimbo, Täby, Vaxholm, Åkersberga, Älmsta, Öregrund e Östhammar, mentre le isole principali sono Väddö, Ljusterö, Gräsö e Singö.

## Storia
Tiunda
     Attunda
     Roden
     Fjärdhundra

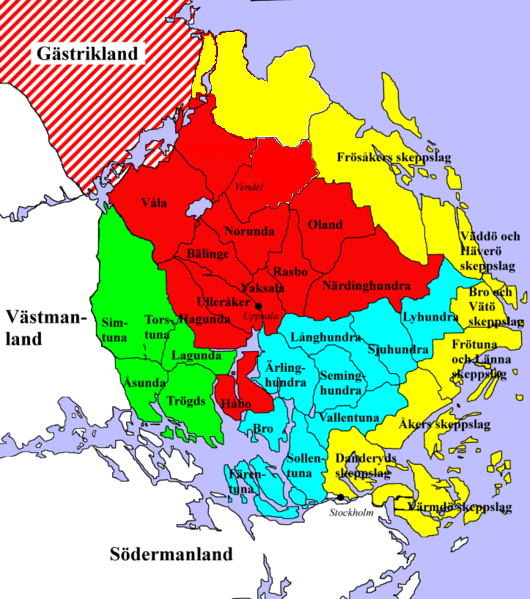
Tiunda
Attunda
Roden
Fjärdhundra
Suddivisioni dei Sueoni nell'Uppland.

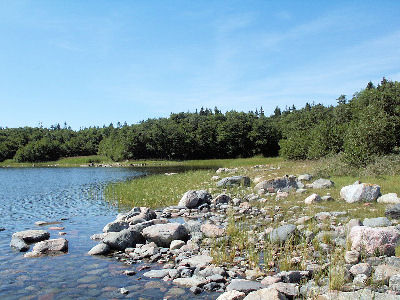
Söderöra, una delle tante isole dell'arcipelago di Stoccolma.

L'antico nome del Roslagen, Roden, è di origine molto antica, in quanto usato per denominare quest'area già ai tempi dei Sueoni. Il nome attuale è attestato per la prima volta nei documenti del XV secolo e sembra rimandare alla navigazione: esso è infatti chiaramente legato a rodd, che in svedese vuol dire "remata", ma anche "canottaggio". Una possibile etimologia del nome sembrerebbe suggerire infatti una derivazione da rodslag, antico termine per indicare una squadra di rematori. Inoltre, alcuni studiosi ritengono che da Roden/Roslagen derivino a loro volta Ruotsi e Rootsi, cioè il nome della Svezia rispettivamente in finlandese e in estone.
Durante il periodo del cosiddetto indelningsverket e fino agli inizi del XX secolo il Roslagen ebbe un forte legame con la marina militare svedese più che con l'esercito, poiché gran parte degli uomini reclutati qui svolgevano poi la professione del nostromo. Durante il XX secolo, invece, l'area è stata riconvertita ad un'economia legata prevalentemente all'agricoltura e alla pesca e oggi costituisce di fatto un'area periferica della capitale Stoccolma.

## Il Roslagen nella cultura di massa
Il Roslagen è una regione molto popolare nella cultura svedese e nordica in generale. Per questo motivo, molte cose devono il proprio nome proprio a quest'area.
In Svezia esiste una razza di pecore chiamata Roslag in quanto vive soprattutto lungo le coste dell'Uppland. Sempre nel paese scandinavo si tiene dal 1962 la Roslagsloppet, una gara nautica molto sentita nell'arcipelago di Stoccolma, il quale talvolta è chiamato anche "arcipelago del Roslagen", mentre le tipiche imbarcazioni della zona sono chiamate roslagsskuta (al plurale roslagsskotor). Ovviamente, anche le principali vie di comunicazione come la linea ferroviaria Roslagsbanan e l'autostrada Roslagsvägen devono il proprio nome alla regione di cui fanno parte. Inoltre, sulle Isole Svalbard è possibile visitare il monte Roslagenfjellet, chiamato così in omaggio alla regione svedese.
Gli abitanti del posto sono chiamata rospiggarna, nome anche di una squadra di speedway di Hallstavik.